# Доња Лопушња
Доња Лопушња је насеље у Србији у општини Власотинце у Јабланичком округу. Према попису из 2022. био је 64 становника.

## Положај и тип
Доња Лопушња захвата земљиште у сливу Грделичке Реке са југа и слива Власине са севера. Овде ће се изнети подаци само за мањи део насеља који лежи у сливу Грделичке Реке. Околна насеља су: Горња Лопушња, Градиште и Виље Коло.
Поменути део Д. Лопушње је у дубокој долини Грделичке Реке и то на њеној десној падини. Насеље се састоји из три махале које су међу собом јасно издвојене. Те махале су: Стрешковац, Сараманда и Острец (на карти: Остриц). Куће једне махале образују и један род. Свега Д. Лопушња у сливу Грделичке Реке има 29 кућa (1961. г.).
У поменутим махалама Д. Лопушње живе три рода. То су : Стрешковчани, Сарамандини и Остречани. Преци ових родова насељавани су од некуда за време Турака. То је углавном било у првој половини XIX века.
Становници Д. Лопушње водом се снабдевају из мноrобројних извора.

## Демографија
У насељу Доња Лопушња живи 161 пунолетни становник, а просечна старост становништва износи 46,1 година (43,3 код мушкараца и 49,0 код жена). У насељу има 63 домаћинства, а просечан број чланова по домаћинству је 2,92.
Ово насеље је у потпуности насељено Србима (према попису из 2002. године), а у последња три пописа, примећен је пад у броју становника.
|  |

| Демографија | Демографија | Демографија |
| Година      | Становника  | Становника  |
| ----------- | ----------- | ----------- |
| 1948.       | 478         |             |
| 1953.       | 441         |             |
| 1961.       | 468         |             |
| 1971.       | 431         |             |
| 1981.       | 345         |             |
| 1991.       | 297         | 296         |
| 2002.       | 184         | 184         |
| 2011.       | 121         |             |
| 2022.       | 64          |             |

| Етнички састав према попису из 2002.‍ | Етнички састав према попису из 2002.‍ | Етнички састав према попису из 2002.‍ | Етнички састав према попису из 2002.‍ | Етнички састав према попису из 2002.‍ |
| ------------------------------------ | ------------------------------------ | ------------------------------------ | ------------------------------------ | ------------------------------------ |
|                                      |                                      |                                      |                                      |                                      |
| Срби                                 | Срби                                 |                                      | 184                                  | 100,0%                               |

| Година пописа     | 1948. | 1953. | 1961. | 1971. | 1981. | 1991. | 2002. |
| ----------------- | ----- | ----- | ----- | ----- | ----- | ----- | ----- |
| Број домаћинстава | 72    | 73    | 75    | 79    | 80    | 79    | 63    |

| Број чланова      | 1  | 2  | 3 | 4  | 5 | 6 | 7 | 8 | 9 | 10 и више | Просек |
| ----------------- | -- | -- | - | -- | - | - | - | - | - | --------- | ------ |
| Број домаћинстава | 13 | 23 | 8 | 10 | 1 | 6 | 1 | 0 | 0 | 1         | 2,92   |

| Пол    | Укупно | Неожењен/Неудата | Ожењен/Удата | Удовац/Удовица | Разведен/Разведена | Непознато |
| ------ | ------ | ---------------- | ------------ | -------------- | ------------------ | --------- |
| Мушки  | 84     | 26               | 51           | 6              | 1                  | 0         |
| Женски | 80     | 10               | 52           | 17             | 1                  | 0         |
| УКУПНО | 164    | 36               | 103          | 23             | 2                  | 0         |

| Пол    | Укупно                    | Пољопривреда, лов и шумарство | Рибарство                            | Вађење руде и камена | Прерађивачка индустрија       |
| ------ | ------------------------- | ----------------------------- | ------------------------------------ | -------------------- | ----------------------------- |
| Мушки  | 52                        | 27                            | 0                                    | 0                    | 0                             |
| Женски | 16                        | 16                            | 0                                    | 0                    | 0                             |
| УКУПНО | 68                        | 43                            | 0                                    | 0                    | 0                             |
| Пол    | Производња и снабдевање   | Грађевинарство                | Трговина                             | Хотели и ресторани   | Саобраћај, складиштење и везе |
| Мушки  | 0                         | 22                            | 2                                    | 0                    | 1                             |
| Женски | 0                         | 0                             | 0                                    | 0                    | 0                             |
| УКУПНО | 0                         | 22                            | 2                                    | 0                    | 1                             |
| Пол    | Финансијско посредовање   | Некретнине                    | Државна управа и одбрана             | Образовање           | Здравствени и социјални рад   |
| Мушки  | 0                         | 0                             | 0                                    | 0                    | 0                             |
| Женски | 0                         | 0                             | 0                                    | 0                    | 0                             |
| УКУПНО | 0                         | 0                             | 0                                    | 0                    | 0                             |
| Пол    | Остале услужне активности | Приватна домаћинства          | Екстериторијалне организације и тела | Непознато            | Непознато                     |
| Мушки  | 0                         | 0                             | 0                                    | 0                    | 0                             |
| Женски | 0                         | 0                             | 0                                    | 0                    | 0                             |
| УКУПНО | 0                         | 0                             | 0                                    | 0                    | 0                             |

## Галерија
- Напуштена продавница Земљорадничке задруге у Доњој Лопушњи.
- Кућа у засеоку Доње Лопушње.